# Alberto da Padova
Alberto da Padova (Padova, 1269 – Parigi, 1328) è stato un teologo agostiniano italiano.

## Biografia
Secondo la tradizione entrato nell'ordine di Sant'Agostino, studiò a Parigi dove fu allievo di Egidio Romano, il cui influsso è certamente presente nei suoi scritti. Nominato predicatore apostolico da papa Bonifacio VIII nel 1300, fu lector dei padri eremitani agostiniani di Padova, baccelliere a Bologna e magister alla Sorbona. Fu maestro di Giordano di Sassonia.
Ebbe grande fama e considerazione nei secoli dal XIV al XVII, con varie edizioni delle sue numerose opere, in Europa e in America latina. La sua figura è stata riportata alla attenzione degli studiosi da Giuliano Pisani, il quale lo considera autore del programma teologico della Cappella degli Scrovegni, e lo identifica, nella sulla controfacciata, nel religioso che regge sulle spalle il modellino della cappella stessa.
La ipotesi di vedere in lui “il teologo di Giotto” è stata indagata in studi specifici: i vari elementi caratteristici della sua specifica cultura sono stati riscontrati nel ciclo giottesco, dalla impostazione “agostiniana” dell'intera narrazione della storia della salvezza fino ad alcuni aspetti particolari e determinati, riscontrabili puntualmente nel modo in cui Giotto ha rappresentato l'Annunciazione, oppure nelle prefigurazioni del Nuovo Testamento presenti i simboli presenti nei dieci quadrilobi della parete nord. Anche il bassorilievo del Palazzo della Ragione appare decorato con le stelle a otto punte su sfondo blu azzurro, con esplicito richiamo al cielo di Giotto.

## Opere
- Expositio Evangeliorum dominicalium et festivalium
- Expositio super Evangelia quadragesimae
- Sermones de Sanctis
- Sermones de tempore
- Expositio super Pentatheucum (manoscritto)
- Collationes biblicae (manoscritto)